# Legend of Foresia : La Contrée interdite
Legend of Foresia : La Contrée interdite est un jeu vidéo sorti sur PlayStation. Il est nommé Blaze and Blade: Eternal Quest hors France, Suisse et Belgique.

## Accueil
- IGN : 4,4/10[1]